# Michaël Chrétien
Michaël Chrétien Basser (ur. 10 lipca 1984 w Nancy) – piłkarz marokański grający na pozycji prawego obrońcy. Posiada także obywatelstwo francuskie.

## Kariera klubowa
Chrétien urodził się w Nancy w rodzinie marokańskich emigrantów. Pierwsze piłkarskie kroki stawiał w zespole AS Nancy. Początkowo występował w rezerwach klubu w Championnat de France Amateurs, amatorskiej lidze francuskiej. W 2002 roku zadebiutował w Ligue 2 i od czasu debiutu coraz częściej pojawiał się w wyjściowej jedenastce, a już w sezonie 2003/2004 był podstawowym obrońcą w jedenastce Nancy. W sezonie 2004/2005 Nancy po 5 latach powróciło w szeregi Ligue 1. W ekstraklasie Zerka zadebiutował 30 lipca 2005 w przegranym 0:1 domowym meczu z AS Monaco i w debiucie otrzymał czerwoną katkę. W lutowym meczu z AS Saint-Étienne (2:0) zdobył pierwszego gola w ekstraklasie. W 2006 roku zajął z Nancy 12. pozycję w Ligue 1 oraz zdobył Puchar Ligi Francuskiej. W sezonie 2006/2007 wystąpił z Nancy w Pucharze UEFA, a w lidze ASN zajęło 13. miejsce.
w 2011 roku odszedł z Nancy do Bursasporu.
| Sezon   | Klub          | Kraj    | Rozgrywki            | Mecze | Bramki | Rozgrywki Europy | Mecze | Bramki |
| ------- | ------------- | ------- | -------------------- | ----- | ------ | ---------------- | ----- | ------ |
| 2001/02 | AS Nancy B    | Francja | CFA                  | 4     | 0      | –                | –     | –      |
| 2002/03 | AS Nancy B    | Francja | CFA                  | 8     | 1      | –                | –     | –      |
| 2002/03 | AS Nancy      | Francja | Ligue 2              | 21    | 2      | –                | –     | –      |
| 2003/04 | AS Nancy      | Francja | Ligue 2              | 34    | 4      | –                | –     | –      |
| 2004/05 | AS Nancy      | Francja | Ligue 2              | 35    | 1      | –                | –     | –      |
| 2005/06 | AS Nancy      | Francja | Ligue 1              | 32    | 1      | –                | –     | –      |
| 2006/07 | AS Nancy      | Francja | Ligue 1              | 35    | 2      | Liga Europy UEFA | 8     | 0      |
| 2007/08 | AS Nancy      | Francja | Ligue 1              | 30    | 0      | –                | –     | –      |
| 2008/09 | AS Nancy      | Francja | Ligue 1              | 21    | 0      | Liga Europy UEFA | 3     | 0      |
| 2009/10 | AS Nancy      | Francja | Ligue 1              | 20    | 0      | –                | –     | –      |
| 2010/11 | AS Nancy      | Francja | Ligue 1              | 26    | 0      | –                | –     | –      |
| 2011/12 | AS Nancy      | Francja | Ligue 1              | 4     | 0      | –                | –     | –      |
| 2011/12 | Bursaspor     | Turcja  | Süper Lig            | 28    | 1      | –                | –     | –      |
| 2012/13 | Bursaspor     | Turcja  | Süper Lig            | 16    | 0      | Liga Europy UEFA | 4     | 0      |
| 2013/14 | Bursaspor     | Turcja  | Süper Lig            | 15    | 0      | –                | –     | –      |
| 2014/15 | RC Strasbourg | Francja | Championnat National | 15    | 0      | –                | –     | –      |
| 2015/16 | AS Nancy      | Francja | Ligue 2              | 28    | 1      | –                | –     | –      |

Stan na: koniec sezonu 2015/2016

## Kariera reprezentacyjna
W reprezentacji Maroka Chrétien zadebiutował 16 listopada 2007 w zremisowanym 2:2 towarzyskim meczu z Francją. W 2008 roku został powołany przez Henriego Michela do kadry na Puchar Narodów Afryki 2008.